# Bernardino de Pantorba
Bernardino de Pantorba (Sevilla, 1896-Madrid, 1990), seudónimo de José López Jiménez, fue un historiador, investigador, crítico de arte y pintor español. De su trabajo, recogido en el Archivo Histórico “Bernardino de Pantorba”, de la Asociación Española de Pintores y Escultores, de la cual fue miembro, se ha destacado su conocimiento de la personalidad del que fuera uno de sus presidentes, Joaquín Sorolla.

## Biografía
Más conocido como investigador de arte que como paisajista, el que llegaría a ser conocido como Bernardino de Pantorba, nació en Hispalis, hijo del pintor Ricardo López Cabrera y de una hija de José Jiménez Aranda, círculo que al parecer modeló sus preferencias y determinó su dedicación al mundo del arte, en especial la pintura. Así lo relata él mismo en su retrato autobiográfico Cómo, cuándo, dónde, por qué y para qué nació Bernardino de Pantorba.

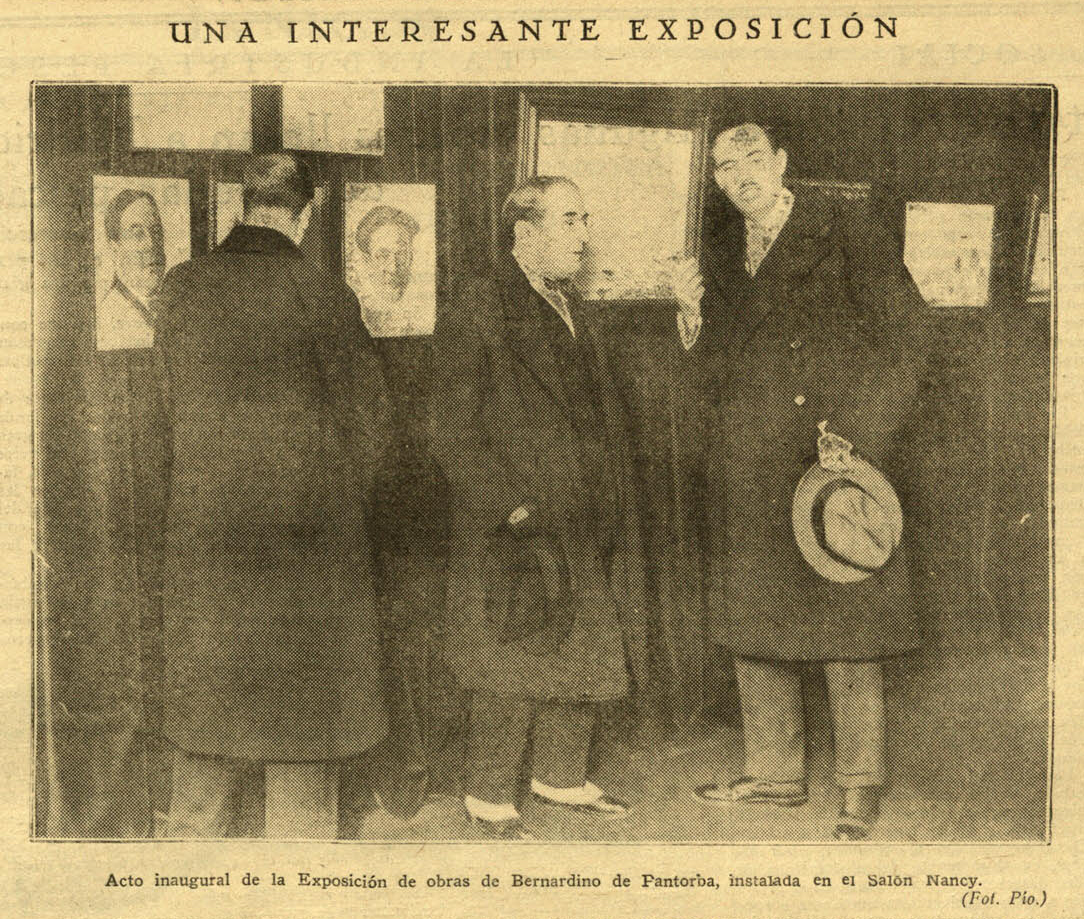
Acto inaugural en Madrid de una exposición de obras de Bernardino de Pantorba instalada en el Salón Nancy (La Nación, noviembre de 1926)

En 1912, el joven José se trasladó con su familia a Argentina. Allí permaneció ocho años, fue iniciado en la pintura por su propio padre y participó en varias exposiciones colectivas (Certamen de Córdoba de 1918). También se estrenó como crítico teatral en La voz del interior, y publicó Fuego y sangre (1919) y el libro humorístico López en Argentina.
En 1920 regresó a España y se instaló en Madrid, donde a lo largo de su vida llegaría a pintar medio millar de retratos y más de ochocientos paisajes.
Como investigador e historiador de arte es autor de unos ochenta títulos en el campo de la pintura española.

## Obra
De su extensa y cuidada producción se han destacado los estudios dedicados a maestros de la pintura española del siglo XX como Joaquín Sorolla o Ignacio Zuloaga, y sus monografías sobre Artistas andaluces (1929), El paisaje y los paisajistas españoles (1943), Los paisajistas catalanes (1975), o estudios de pintores menos conocidos como Eustaquio Segrelles o Castelao y Pons Arnau. También analizó la obra de genios como Diego Velázquez, Murillo y Goya (1928); un tratado sobre los Imagineros españoles; semblanzas de músicos como Beethoven, Chopin, Mozart, y sus monografías, ya clásicos, de las pinacotecas madrileñas, como su Guía del Museo del Prado. Como bibliógrafo y tratadista destaca su Historia y crítica de las Exposiciones Nacionales de Bellas Artes celebradas en España, publicada en 1948.
Fue académico de las reales academias de Bellas Artes de Sevilla y Córdoba y miembro de la Hispanic Society of America y del Patronato del Museo Sorolla. Así mismo, tiene dedicada una calle en la Villa de Vallecas de Madrid.